# Rudolf Maerker
Rudolf Maerker (* 7. September 1927 in Neuwied; † 24. November 1987 in Bonn) war ein deutscher Journalist, Politiker und Inoffizieller Mitarbeiter (IM) des Ministeriums für Staatssicherheit.

## Leben
Rudolf Maerker beantragte am 21. Februar 1944 die Aufnahme in die NSDAP und wurde zum 20. April desselben Jahres aufgenommen (Mitgliedsnummer 10.039.576). Nach dem Zweiten Weltkrieg war Maerker zunächst im Rheinland Mitglied der FDJ und seit Mai 1947 der KPD. Am 11. September 1948 wurden der Student Maerker und der Neuwieder Lehrer Herbert Bartholmes (1923–1999), Kreisvorsitzender der FDJ, nach dem Verbot ihrer Gruppe von der französischen Militärregierung ohne Angabe von Gründen verhaftet. Anschließend zog Maerker nach Ost-Berlin, studierte zwei Semester und wurde Mitglied der SED. Maerker wurde Mitarbeiter von Leo Bauer beim Deutschlandsender. 1952 flüchtete Maerker nach West-Berlin, war Mitglied der SPD und Mitarbeiter beim Ostbüro der SPD. Nach seinem Umzug nach Bonn arbeitete er zunächst als Angestellter des SPD-Parteivorstandes, später als freier Journalist für die „Ost-West-Redaktion“ des Deutschlandfunks.
Maerker schrieb bevorzugt DDR-Kritisches. 1978 stufte die Stasi-Hauptabteilung XX, die über seine Tätigkeit als IM für die Hauptverwaltung A (HVA) nicht informiert war, seine Artikel als „hetzerisch“ und „gegen die marxistisch-leninistische Weltanschauung“ gerichtet ein.
Von 1958 bis 1980 war er Vorsitzender des SPD-Ortsvereins Beuel und von 1967 bis 1986 Vorsitzender des SPD-Unterbezirks Bonn; von 1973 bis 1987 gehörte er dem Bezirksvorstand Mittelrhein an. Im Oktober 1973 nahm Maerker als Mitglied einer Beobachtungsgruppe des SPD-Vorstandes am Weltfriedenskongress in Moskau teil. Bei der Bonner Friedensdemonstration 1983 sprach er auf der Bühne der Gewerkschaften am Poppelsdorfer Schloss. Maerker galt als Vertreter des linken Flügels und Vertrauter von Willy Brandt und Herbert Wehner.
Als IM „Max“ war Maerker seit Oktober 1968 bis zu seinem Tode unter der Registriernummer XV/1628/68 für die HVA des Ministeriums für Staatssicherheit der DDR tätig. Er lieferte überwiegend Berichte über die SPD-Führung. Diese Informationen wurden von der Stasi der höchsten Kategorie, „A“ (zuverlässig) zugeordnet. Maerker lieferte der HVA bis zu seinem Tod über 1.700 einzeln verzeichnete Informationen.